# Û
Û, ou U circonflexe, est un graphème utilisé dans l’écriture de plusieurs langues, comme variante de la lettre U, notamment en français, en frioulan ou en turc, et comme lettre à part en kurde, ainsi que dans certaines translittérations en écriture latine. Dans plusieurs langues tonales le Û est utilisé pour indiquer le même son que la lettre U prononcée avec un ton spécifique. Il s’agit de la lettre U diacritée d’un accent circonflexe.

## Utilisation

### Français
En français, l’accent circonflexe ne change pas la prononciation de U : ‹ û › a une valeur étymologique (comme dans « coûter ») ou sert à distinguer des homophones (« sur » et « sûr »). Les rectifications orthographiques de 1990 rendent son emploi facultatif dans la plupart des cas où son absence n’entraîne pas d’ambiguïté.

### Systèmes de transcription
La norme de translittération de l’alphabet cyrillique ISO 9 utilise ‹ û › pour représenter la lettre Ю (iou).

### Sciences
En électricité, la lettre U est la lettre représentative de la grandeur physique de la tension ou de la différence de potentiel.
En y ajoutant un accent circonflexe, on indique la valeur efficace maximale du signal, en particulier lorsqu’il est purement sinusoïdal : {\displaystyle {\widehat {U}}=U{\sqrt {2}}}

## Représentations informatiques
Pour écrire un « û » au clavier AZERTY, il faut appuyer sur la touche ^, puis sur la touche u.
Le U accent circonflexe peut être représenté avec les caractères Unicode suivants :
- précomposé (supplément Latin-1)[1] :

| forme     | représentation | chaîne de caractères | point de code | description                                  |
| --------- | -------------- | -------------------- | ------------- | -------------------------------------------- |
| capitale  | Û              | Û                    | U+00DB        | lettre majuscule latine u accent circonflexe |
| minuscule | û              | û                    | U+00FB        | lettre minuscule latine u accent circonflexe |

- décomposé (latin de base, diacritiques) :

| forme     | représentation | chaîne de caractères | point de code | description                                              |
| --------- | -------------- | -------------------- | ------------- | -------------------------------------------------------- |
| capitale  | Û              | U◌̂                   | U+0055 U+0302 | lettre majuscule latine u diacritique accent circonflexe |
| minuscule | û              | u◌̂                   | U+0075 U+0302 | lettre minuscule latine u diacritique accent circonflexe |

Il peut aussi être représenté avec les anciens codages :
ISO/CEI 8859-1, 3, 4, 9, 10, 14, 15 et 16 :
- capitale Û : DB
- minuscule û : FB

Il peut aussi être représenté avec des entités HTML :
- capitale Û : &Ucirc;
- minuscule û : &ucirc;